# اوستنده

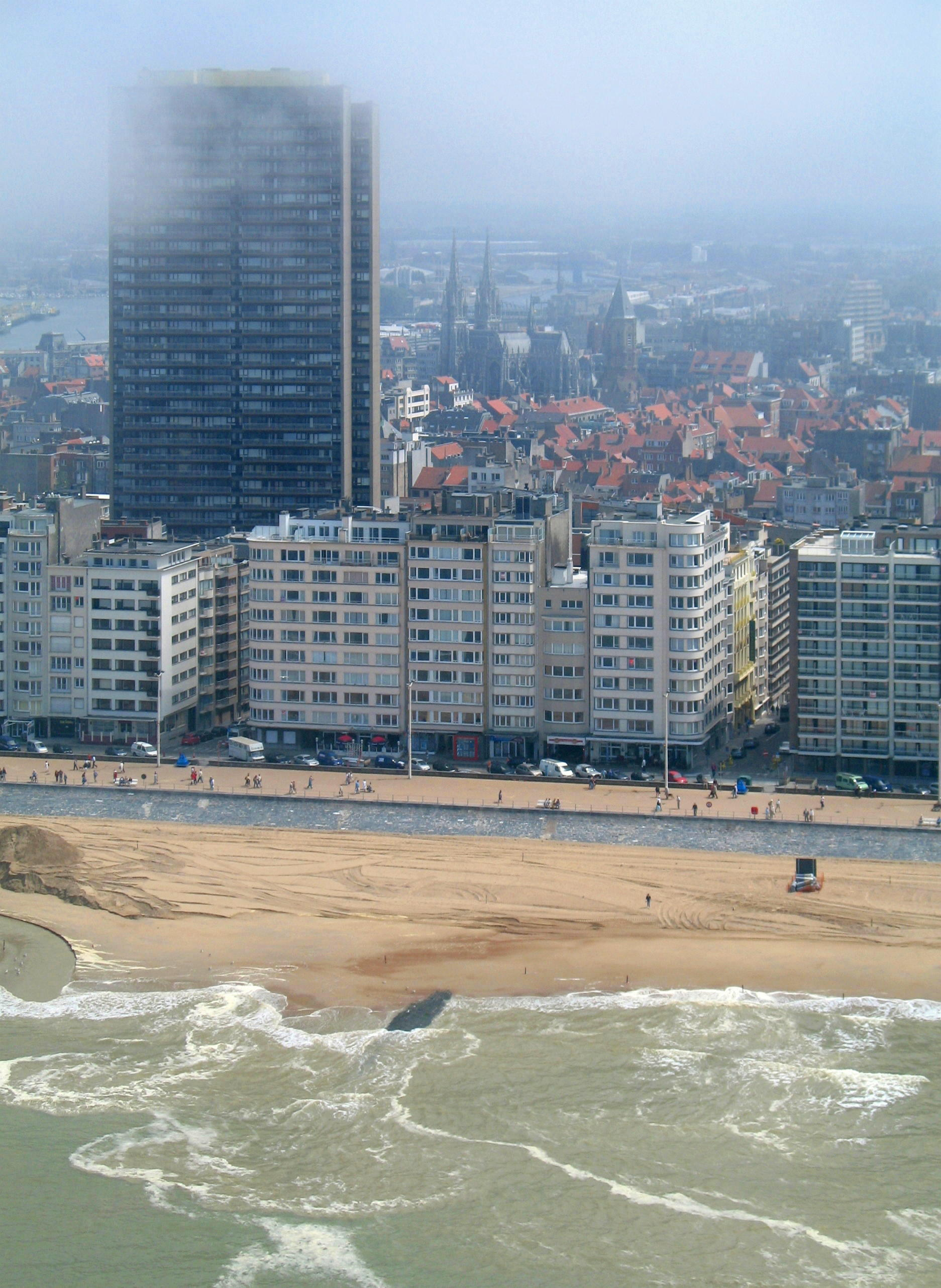
ساحل، دریاکنار و ساختمان اروپاسنتروم.

اوستنده (به هلندی: Oostende) یا به فرانسه اوستاند [ɔstɑ̃d] بزرگ‌ترین شهر ساحلی در بلژیک است.
این شهر ۶۸ هزار نفر جمعیت دارد و در استان فلاندرز غربی واقع شده‌است.
شهرستان اوستنده از بخش‌های ماریاکرکه، استینه و زاندفورده تشکیل شده‌است.
اوستنده شهری گردشگری است و از نقاط دیدنی این شهر می‌توان به دریاکنار و اسکله آن، کازینو و موزه جیمز انسور اشاره کرد.

## پیشینه
اوستنده در زمان‌های قدیم دهکده‌ای کوچک در منتهی‌الیه شرقی (در هلندی: oost (شرق)+ einde (پایان)) جزیره‌ای به نام تسترپ بود که در میان دریای شمال و یک دریاچهٔ ساحلی قرار داشت.
با وجود کوچک بودن آن، اوستنده در سال ۱۲۶۵ یعنی زمانی که ساکنانش اجازهٔ بر پا کردن بازار و ساختن سالن بازار را یافتند رسماً عنوان شهر دریافت کرد.
منیع اصلی درآمد مردم آن در قدیم ماهی‌گیری بود. در پی تهدیدهای دریای متلاطم شمال، مردم اوستنده تصمیم گرفتند تا در سال ۱۳۹۵ شهر را جابه‌جا کنند و ساختمان‌های آن را به پشت یک خاکریز بزرگ به‌دور از خط ساحلی منتقل کنند.

## نگارخانه

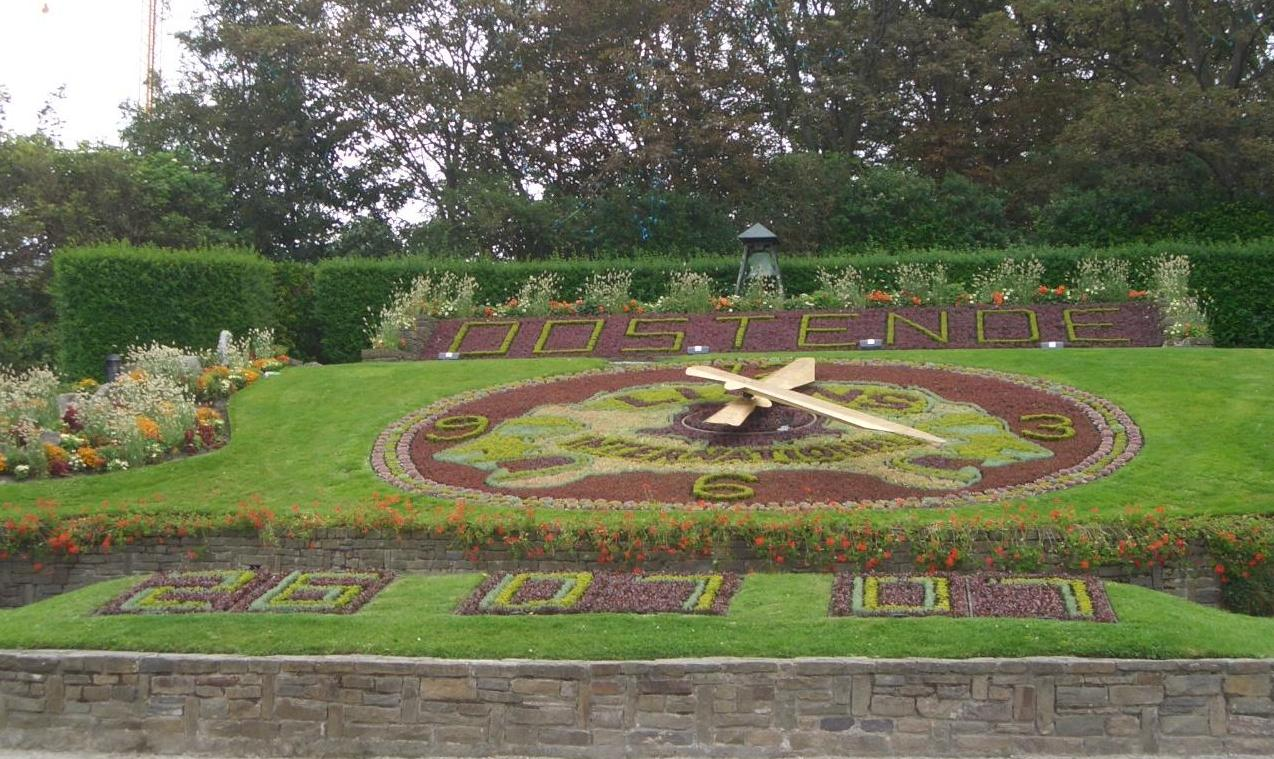
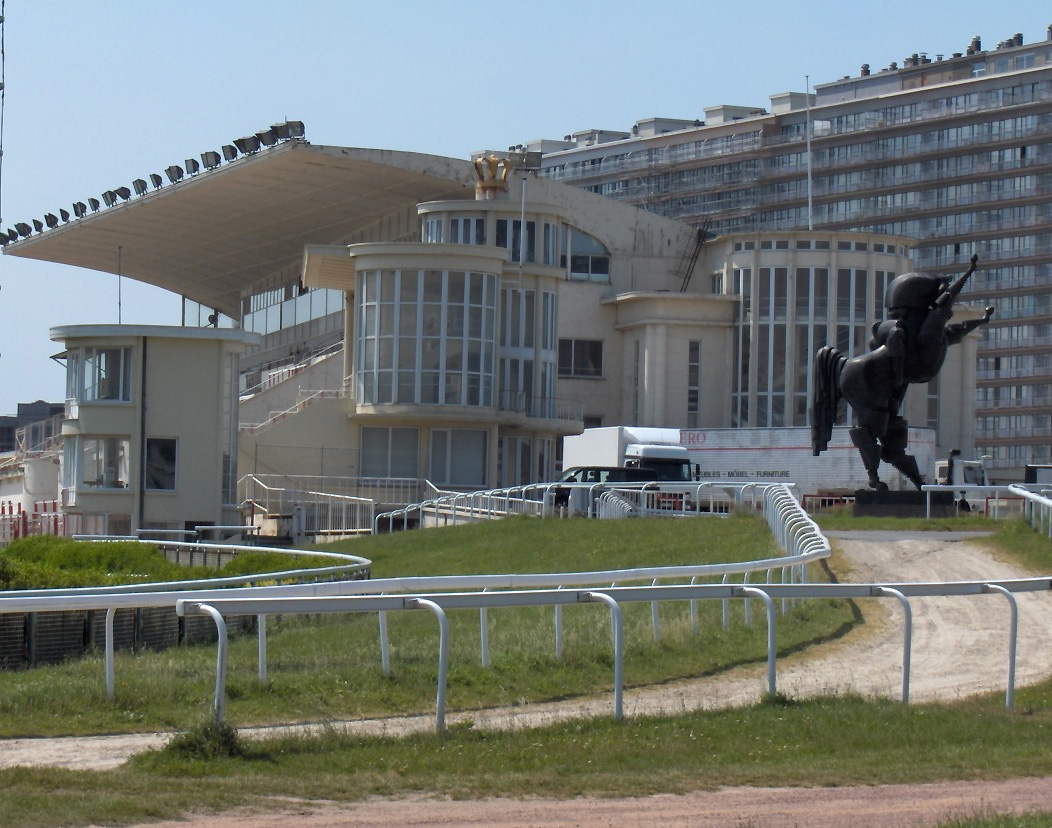
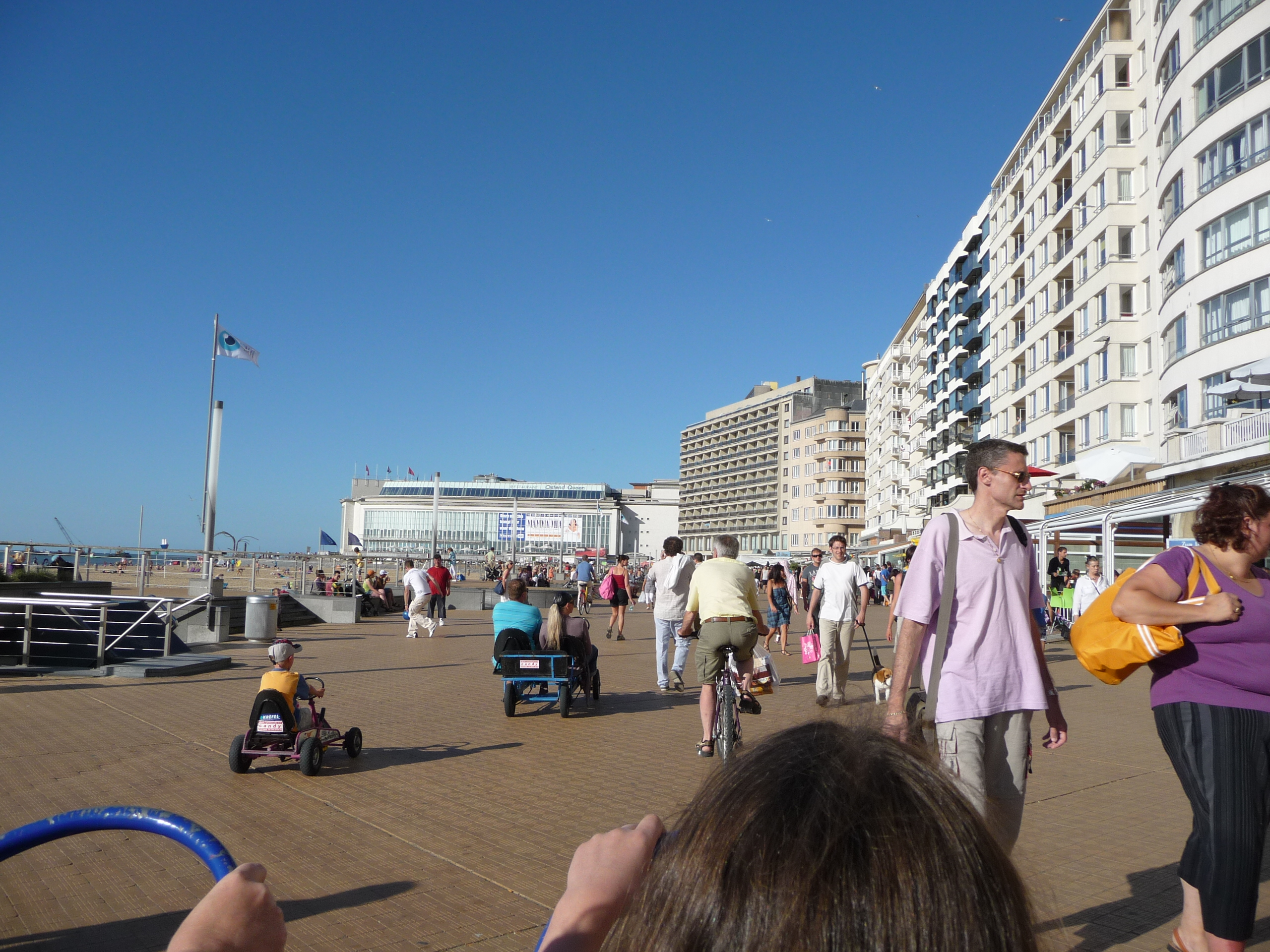
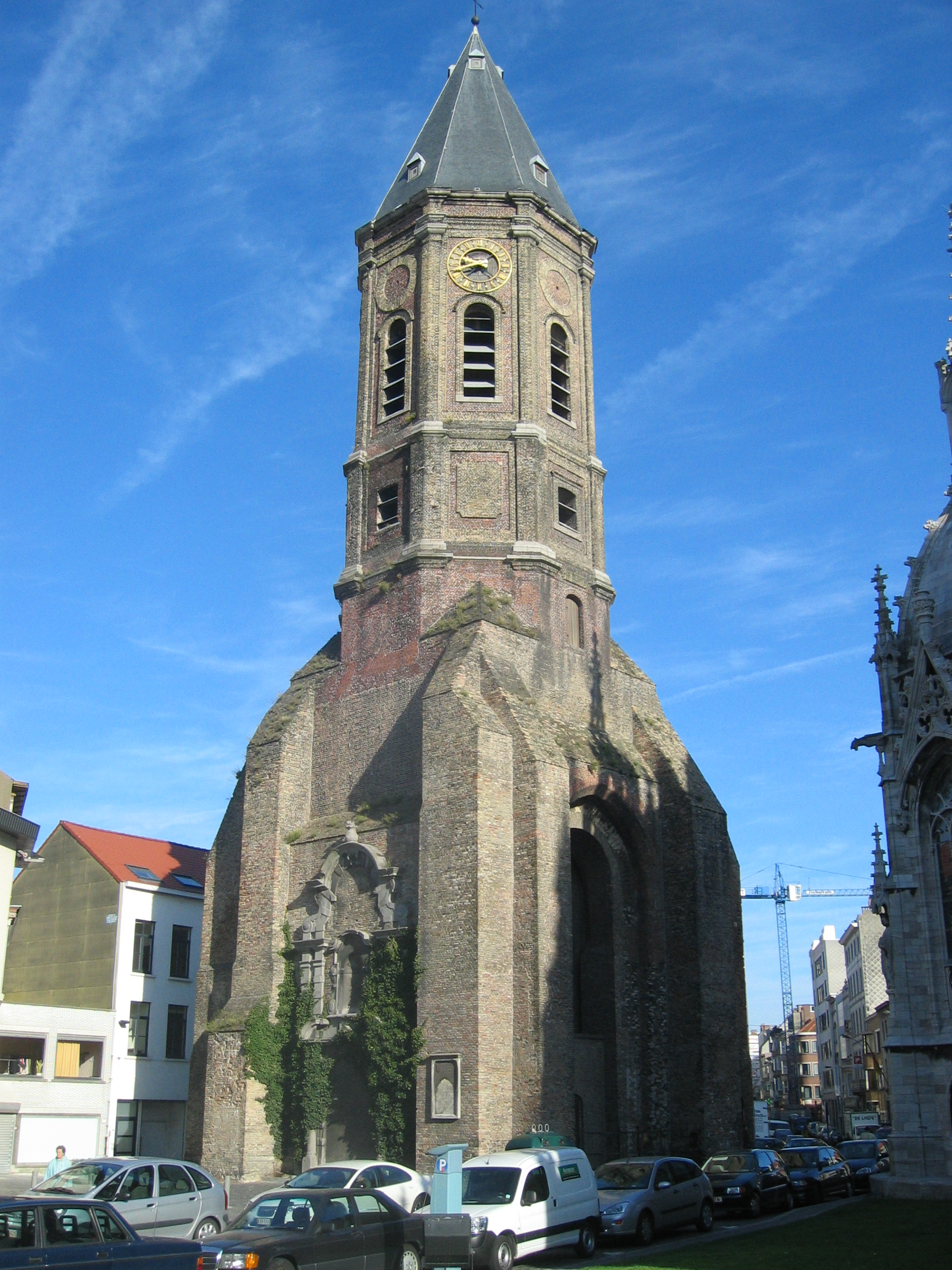
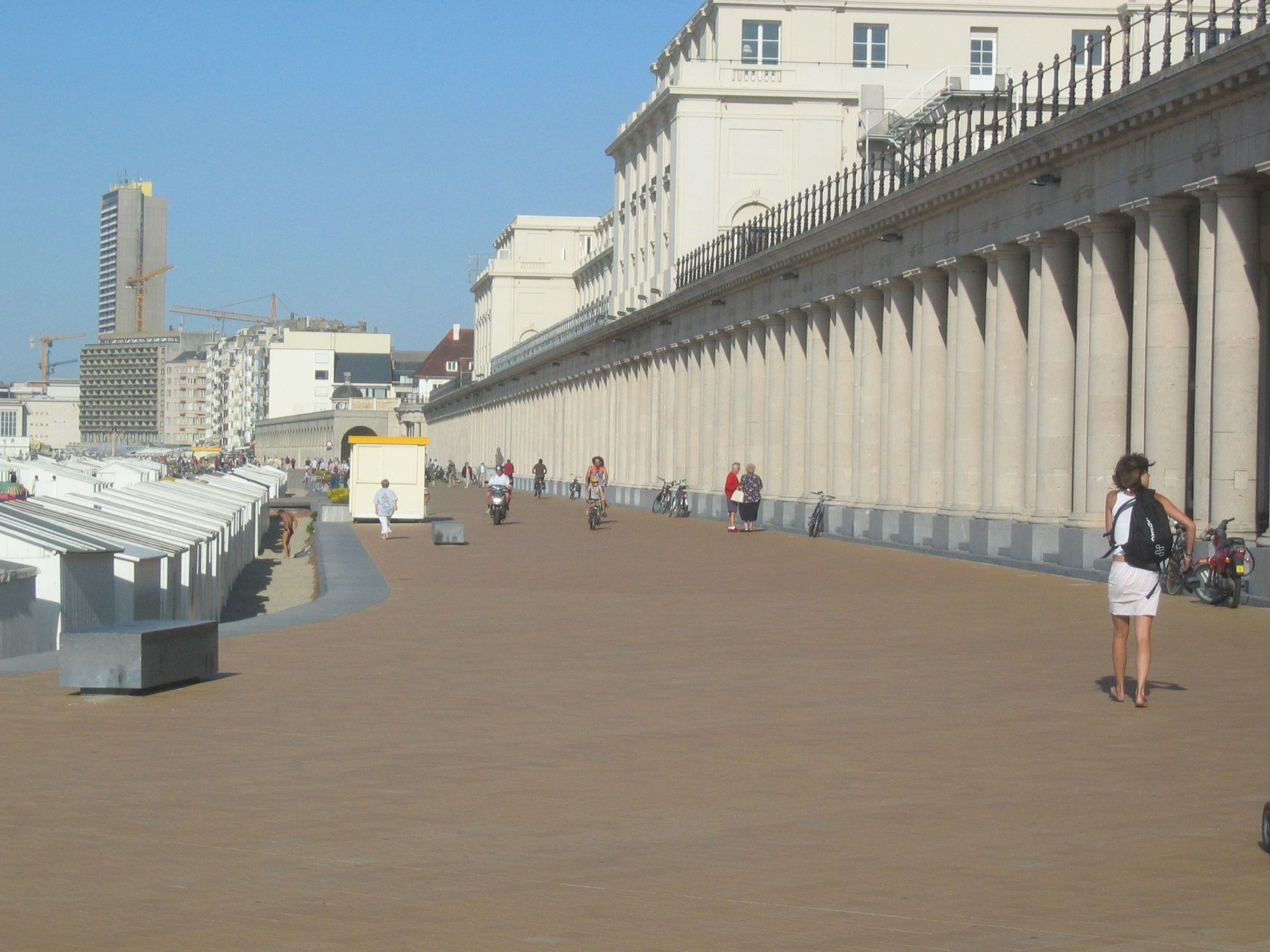
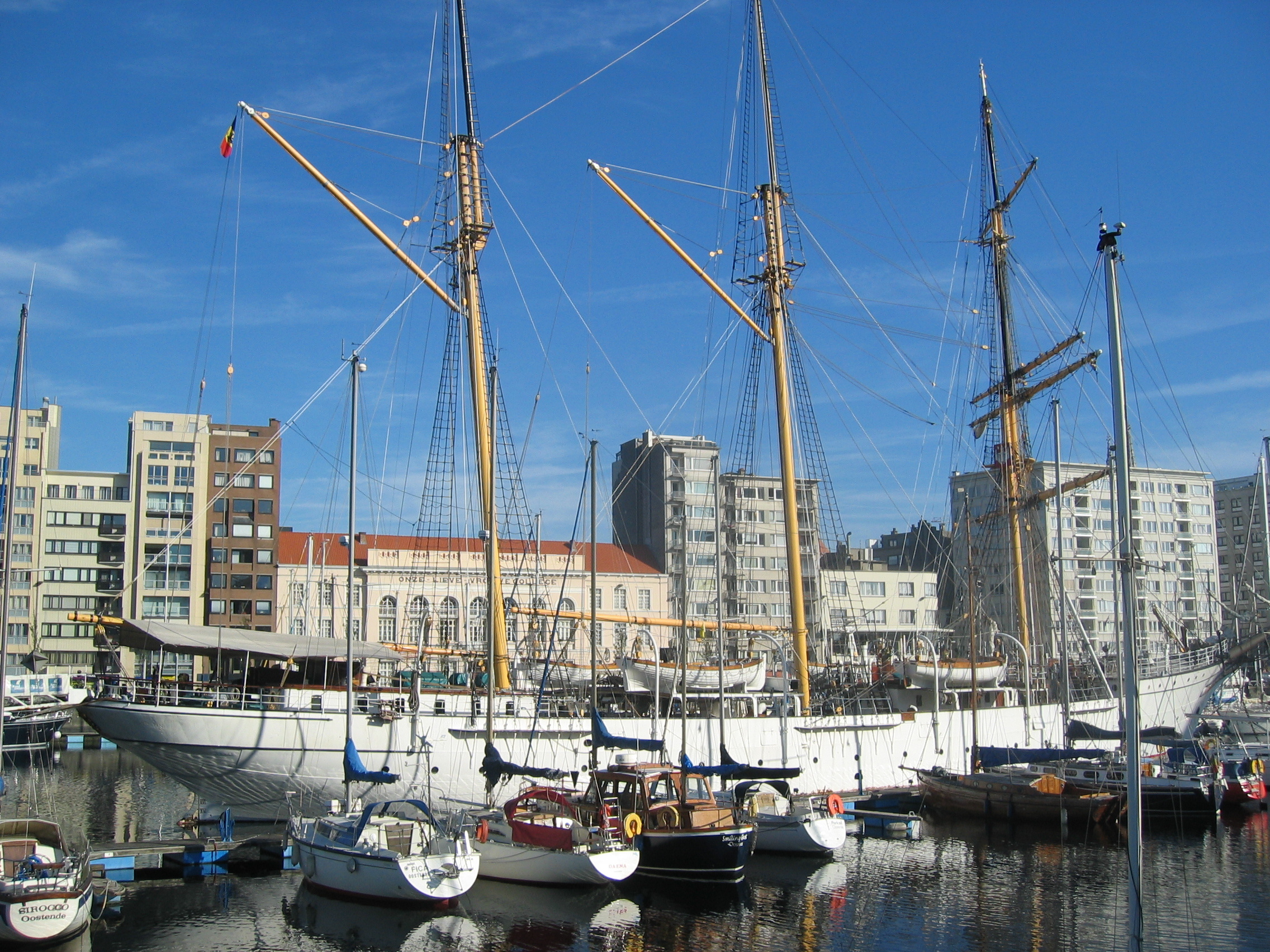
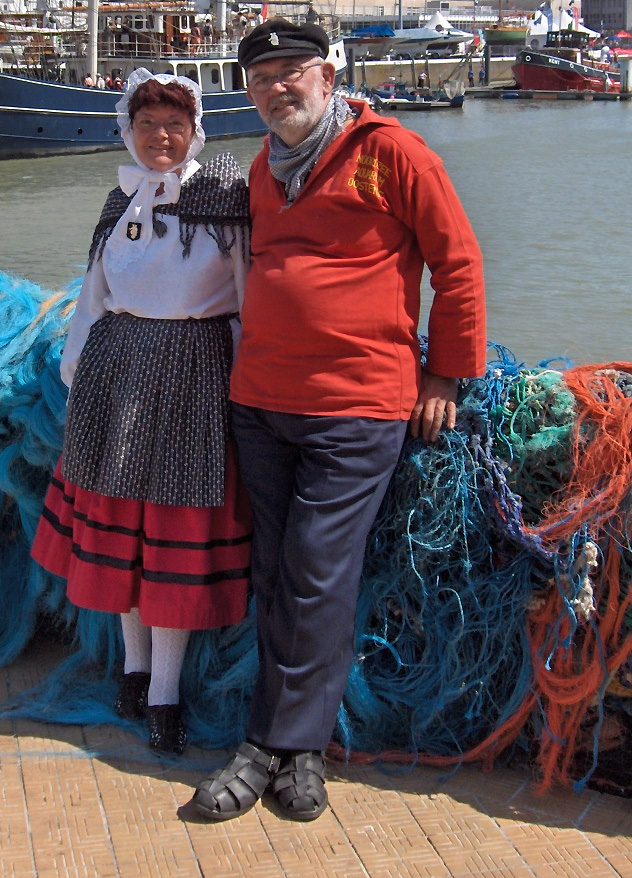